# Willis Plaza
Willis Plaza, né le 3 août 1987 à Mount Hope au Trinité-et-Tobago, est un footballeur international trinidadien, qui joue au poste d'attaquant. Il compte vingt-nef sélections et sept buts en équipe nationale depuis 2012. Il joue actuellement pour le club indien des Churchill Brothers.

## Biographie

### Carrière internationale
Willis Plaza est convoqué pour la première fois par le sélectionneur national Otto Pfister pour un match amical contre la Finlande le 22 janvier 2012 (défaite 3-2). Par la suite, le 29 février 2012, il inscrit son premier but en sélection contre l'Antigua-et-Barbuda, lors d'un match amical (victoire 4-0). 
Il dispute une Gold Cup en 2015. Il participe également à une Coupe caribéenne en 2012.
Il compte 17 sélections et 5 buts avec l'équipe de Trinité-et-Tobago depuis 2012.

## Palmarès
- Vainqueur de la Coupe Goal Shield de Trinité-et-Tobago en 2014 avec le Central FC

## Statistiques

### Buts en sélection
Le tableau suivant liste les résultats de tous les buts inscrits par Willis Plaza avec l'équipe de Trinité-et-Tobago.